# Niklas Mitteregger

Niklas Mitteregger (2023). Foto: Joel Heyd

Niklas Mitteregger (* 1991 in Graz, Österreich) ist ein österreichischer Schauspieler und Musiker. Er ist vor allem durch seine Theaterarbeit am Residenztheater München sowie als Mitglied der Band NITSCH bekannt.

## Ausbildung und künstlerische Karriere
Mitteregger absolvierte von 2015 bis 2019 sein Schauspielstudium am renommierten Mozarteum Salzburg (Thomas-Bernhard-Institut). Bereits während des Studiums arbeitete er mit namhaften Regisseuren wie Matthias Hartmann, Volker Lösch und Anita Vulesica zusammen und spielte in Produktionen wie Clavigo, Safe Places und Medea am Theater am Kunstquartier Salzburg.
Nach dem Studium erhielt Mitteregger Auszeichnungen beim Bundeswettbewerb deutschsprachiger Schauspielstudierender, darunter den Ensemble-Preis und den Preis der Studierenden.
In der Spielzeit 2018/2019 war er am Düsseldorfer Schauspielhaus engagiert. Seit der Spielzeit 2019/2020 ist er festes Ensemblemitglied am Residenztheater München, wo er in zahlreichen Inszenierungen auf der Bühne stand, darunter Woyzeck, Götz von Berlichingen, Schiffbruch der Fregatte Medusa und Agnes Bernauer.
Zu seinen Film- und Fernsehrollen zählen unter anderem der Kinofilm Last Song for Stella und Auftritte in deutschen Fernsehproduktionen wie Tatort München.
Neben seiner Schauspielkarriere ist Niklas Mitteregger auch als Musiker aktiv. Er ist Mitglied der Band NITSCH, die 2022 gemeinsam mit Nick McCarthy (ehemals Franz Ferdinand) und dem Produzenten Emin Corrado gegründet wurde. Die Band steht beim Label Staatsakt unter Vertrag. Die Debütsingle Mutant Funk erschien 2022, gefolgt von weiteren Veröffentlichungen wie Is ok, Ende der Welt und Ich kann nicht mehr.

## Theater (Auswahl)

### Mozarteum Salzburg
- 2016: ClavigoClavigo (als Clavigo). Von Johann Wolfgang von Goethe. Inszenierung: Heike Frank
- 2016: Safe Places (als Mann). Von Falk Richter. Inszenierung: Volker Lösch
- 2017: Das Knurren der Milchstraße (als Die fette Heidi Klum). Von Bonn Park. Inszenierung: Anita Vulesica

### Meraner Festspiele (Südtirol)
- 2017: Die Verfolgten (als Serafin Gorfer). Von Luis Zagler. Inszenierung: Oliver Karbus

### Düsseldorfer Schauspielhaus
- 2018: Abiball (als Benno, Abiturient). Von Lutz Hübner und Sarah Nemitz. Inszenierung: Robert Lehniger
- 2019: Mann ist Mann (als Galy Gay, ein irischer Packer / Jeraiah Jip). Von Bertolt Brecht. Inszenierung: David Schnaegelberger

### Residenztheater München
- 2019: Ronja Räubertochter (als Birk). Nach dem Roman von Astrid Lindgren, Inszenierung: Daniela Kranz
- 2020: Der starke Stamm (als Metzger Jackl). Nach Marieluise Fleißer. Inszenierung: Julia Hölscher[6][7][8]
- 2020: FaserlandFaserland (Solo-Stück). Nach dem Roman von Christian Kracht. Inszenierung: Niklas Mitteregger[9] (Wegen Lizenzfragen nicht öffentlich aufgeführt),
- 2021: Agnes Bernauer (als Franz / Arbeiterin 2 / Heinz / Beamter). Von Franz Xaver Kroetz. Inszenierung: Nora Schlocker[10][11]
- 2021: Die Träume der Abwesenden (als Chaim, Sohn von Hans und Pien). Nach Judith Herzberg. Inszenierung: Stephan Kimmig[12][13][14][15]
- 2021: Es waren ihrer sechs – Eine Hommage an den Münchner Widerstand "Die Weiße Rose" (als Alexander). Frei nach dem Roman von Alfred Neumann in einer Bearbeitung von Tomasz Śpiewak. Inszenierung: Michał Borczuch
- 2022: Gier unter Ulmen (als Peter Cabot). Von Eugene O’Neill. Inszenierung: Evgeny Titov
- 2022: Spiel des Lebens – Die Kareno-Trilogie: «An des Reiches Pforten» – «Spiel des Lebens» – «Abendröte» (als Tare). Nach Knut Hamsun. Inszenierung: Stephan Kimmig[16][17][18][19][20]
- 2022: Der Schiffbruch der Fregatte Medusa (Ensemble). Von Alexander Eisenach nach dem historischen Bericht von Jean-Baptiste Henri Savigny und Alexandre Corréard. Inszenierung: Alexander Eisenach
- 2022: Agamemnon (als Bote / Chor). Nach Aischylos. Inszenierung: Ulrich Rasche (in Kooperation mit dem Athen- und Epidaurus-Festival AEF)[21]
- 2023: Reineke Fuchs (als Grimbart. der Dachs). Nach Johann Wolfgang von Goethe. Inszenierung: Schorsch Kamerun[22]
- 2023: Woyzeck (als Ausrufer/Handwerksbursche). Nach Georg Büchner. Inszenierung: Ulrich Rasche
- 2023: Götz von Berlichingen (als Adelbert von Weislingen). Nach Johann Wolfgang von Goethe. Inszenierung: Alexander Eisenach[23][24][25]
- 2024: Mosi – The Bavarian Dream (als Sohn / Kaiserin / ein Herr / Strichjunge). Von Alexander Eisenach, Inszenierung: Alexander Eisenach[26][27][28][29][30]
- 2024: Sohn einer Mutter. Mutter eines Sohns (als Maziar). Text und Inszenierung: Pooyan Bagherzadeh[31][32]
- 2024: Ein Sommernachtstraum (als Helmut). Nach William Shakespeare. Inszenierung: Stephan Kimmig[33][34][35][36][37]
- 2025: Sankt Falstaff (als # 7 / Hitzkopf). Von Ewald Palmetshofer frei nach Shakespeares «King Henry IV» (Uraufführung / Auftragswerk). Inszenierung: Alexander Eisenach[38]
- 2025: Das Gelobte Land (als Chris). Von Asiimwe Deborah Kawe, Inszenierung: Jakab Tarnóczi[39][40][41][42]
- 2025: Kasimir und Karoline (als Maria). Von Ödön von Horváth. Inszenierung: Barbara Frey[43]

## Filmographie (Auswahl)

### Film
- 2023: Stella. Ein Leben (als Schwöbel). Spielfilm. Regie: Kilian Riedhof
- 2025: Paradeisa (als Sepp). Spielfilm. Regie: Marleen Valien

### Fernsehen
- 2025: Tatort München - Unvergänglich (als Steve). TV-Reihe, ARD. Regie: Sven Bose
- 2025: Polizeiruf 110 - Das Recht des Stärkeren (als Clemens Brunner). TV-Reihe, ARD. Regie: Christian Bach

## Auszeichnungen
- 2018: Ensemble-Preis beim Bundeswettbewerb deutschsprachiger Schauspielstudierender
- 2018: Preis der Studierenden beim Bundeswettbewerb deutschsprachiger Schauspielstudierender[44]
- 2024: Nominierung für den Förderpreis beim Kurt-Meisel-Preis der Freunde des Residenztheaters e. V.
- 2025: Förderpreis für besondere schauspielerische Begabung und Leistung beim Kurt-Meisel-Preis der Freunde des Residenztheaters e. V.[45]